# Замурование (шахматы)
Замурование в шахматах — термин, означающий ограничение линии действия дальнобойной фигуры ходом другой фигуры того же цвета на эту линию. Может служить темой в задаче или этюде.

## Полное и частичное замурование
Если в результате ограничивающего («запирающего») хода другой своей фигуры дальнобойная фигура полностью лишается возможности двигаться, такое замурование называется полным. В остальных случаях говорят о частичном замуровании.

## Пассивное и активное замурование
Различают пассивное замурование, когда замурованная фигура остаётся неподвижной в течение всей игры, и активное замурование — фигура совершает манёвр, чтобы попасть на место замурования.

### Активное замурование с критическим ходом
Замурование фигуры может сопровождаться её критическим ходом. Различают две следующие разновидности:
а) тема Клинга — активное замурование, где слабейшая сторона стремится спастись, используя замурование своей фигуры после критического хода для создания пата. Впервые в качестве защиты осуществлено в этюде немецкого композитора Й. Клинга, 1849;
б) тема Зеебергера — активное замурование, где слабейшая сторона вынуждена сделать критический ход своей дальнобойной фигурой, затем перекрыть её, впоследствии либо теряя эту фигуру или возможность её ухода, либо попадая в положение цугцванга (такое замурование может быть полным или частичным). Тема названа именем австрийского проблемиста И. Зеебергера (1843—1879) — автора композиции, опубликованной в 1860 году. Позднее была обнаружена задача У. Гримшоу (составлена в 1851), в которой было осуществлено частичное замурование чёрной фигуры.

## Примеры
|   | a | b | c | d | e | f | g | h |   |
| - | --- | --- | --- | --- | --- | --- | --- | --- | - |
| 8 | f8 белый слон · g8 чёрный король · c7 белая ладья · c6 чёрная пешка · h6 белая пешка · a5 чёрная пешка · f5 чёрная пешка · b4 чёрная пешка · f4 белая пешка · b3 белая пешка · h2 чёрная пешка · b1 чёрный слон · c1 белый король | f8 белый слон · g8 чёрный король · c7 белая ладья · c6 чёрная пешка · h6 белая пешка · a5 чёрная пешка · f5 чёрная пешка · b4 чёрная пешка · f4 белая пешка · b3 белая пешка · h2 чёрная пешка · b1 чёрный слон · c1 белый король | f8 белый слон · g8 чёрный король · c7 белая ладья · c6 чёрная пешка · h6 белая пешка · a5 чёрная пешка · f5 чёрная пешка · b4 чёрная пешка · f4 белая пешка · b3 белая пешка · h2 чёрная пешка · b1 чёрный слон · c1 белый король | f8 белый слон · g8 чёрный король · c7 белая ладья · c6 чёрная пешка · h6 белая пешка · a5 чёрная пешка · f5 чёрная пешка · b4 чёрная пешка · f4 белая пешка · b3 белая пешка · h2 чёрная пешка · b1 чёрный слон · c1 белый король | f8 белый слон · g8 чёрный король · c7 белая ладья · c6 чёрная пешка · h6 белая пешка · a5 чёрная пешка · f5 чёрная пешка · b4 чёрная пешка · f4 белая пешка · b3 белая пешка · h2 чёрная пешка · b1 чёрный слон · c1 белый король | f8 белый слон · g8 чёрный король · c7 белая ладья · c6 чёрная пешка · h6 белая пешка · a5 чёрная пешка · f5 чёрная пешка · b4 чёрная пешка · f4 белая пешка · b3 белая пешка · h2 чёрная пешка · b1 чёрный слон · c1 белый король | f8 белый слон · g8 чёрный король · c7 белая ладья · c6 чёрная пешка · h6 белая пешка · a5 чёрная пешка · f5 чёрная пешка · b4 чёрная пешка · f4 белая пешка · b3 белая пешка · h2 чёрная пешка · b1 чёрный слон · c1 белый король | f8 белый слон · g8 чёрный король · c7 белая ладья · c6 чёрная пешка · h6 белая пешка · a5 чёрная пешка · f5 чёрная пешка · b4 чёрная пешка · f4 белая пешка · b3 белая пешка · h2 чёрная пешка · b1 чёрный слон · c1 белый король | 8 |
| 7 | f8 белый слон · g8 чёрный король · c7 белая ладья · c6 чёрная пешка · h6 белая пешка · a5 чёрная пешка · f5 чёрная пешка · b4 чёрная пешка · f4 белая пешка · b3 белая пешка · h2 чёрная пешка · b1 чёрный слон · c1 белый король | f8 белый слон · g8 чёрный король · c7 белая ладья · c6 чёрная пешка · h6 белая пешка · a5 чёрная пешка · f5 чёрная пешка · b4 чёрная пешка · f4 белая пешка · b3 белая пешка · h2 чёрная пешка · b1 чёрный слон · c1 белый король | f8 белый слон · g8 чёрный король · c7 белая ладья · c6 чёрная пешка · h6 белая пешка · a5 чёрная пешка · f5 чёрная пешка · b4 чёрная пешка · f4 белая пешка · b3 белая пешка · h2 чёрная пешка · b1 чёрный слон · c1 белый король | f8 белый слон · g8 чёрный король · c7 белая ладья · c6 чёрная пешка · h6 белая пешка · a5 чёрная пешка · f5 чёрная пешка · b4 чёрная пешка · f4 белая пешка · b3 белая пешка · h2 чёрная пешка · b1 чёрный слон · c1 белый король | f8 белый слон · g8 чёрный король · c7 белая ладья · c6 чёрная пешка · h6 белая пешка · a5 чёрная пешка · f5 чёрная пешка · b4 чёрная пешка · f4 белая пешка · b3 белая пешка · h2 чёрная пешка · b1 чёрный слон · c1 белый король | f8 белый слон · g8 чёрный король · c7 белая ладья · c6 чёрная пешка · h6 белая пешка · a5 чёрная пешка · f5 чёрная пешка · b4 чёрная пешка · f4 белая пешка · b3 белая пешка · h2 чёрная пешка · b1 чёрный слон · c1 белый король | f8 белый слон · g8 чёрный король · c7 белая ладья · c6 чёрная пешка · h6 белая пешка · a5 чёрная пешка · f5 чёрная пешка · b4 чёрная пешка · f4 белая пешка · b3 белая пешка · h2 чёрная пешка · b1 чёрный слон · c1 белый король | f8 белый слон · g8 чёрный король · c7 белая ладья · c6 чёрная пешка · h6 белая пешка · a5 чёрная пешка · f5 чёрная пешка · b4 чёрная пешка · f4 белая пешка · b3 белая пешка · h2 чёрная пешка · b1 чёрный слон · c1 белый король | 7 |
| 6 | f8 белый слон · g8 чёрный король · c7 белая ладья · c6 чёрная пешка · h6 белая пешка · a5 чёрная пешка · f5 чёрная пешка · b4 чёрная пешка · f4 белая пешка · b3 белая пешка · h2 чёрная пешка · b1 чёрный слон · c1 белый король | f8 белый слон · g8 чёрный король · c7 белая ладья · c6 чёрная пешка · h6 белая пешка · a5 чёрная пешка · f5 чёрная пешка · b4 чёрная пешка · f4 белая пешка · b3 белая пешка · h2 чёрная пешка · b1 чёрный слон · c1 белый король | f8 белый слон · g8 чёрный король · c7 белая ладья · c6 чёрная пешка · h6 белая пешка · a5 чёрная пешка · f5 чёрная пешка · b4 чёрная пешка · f4 белая пешка · b3 белая пешка · h2 чёрная пешка · b1 чёрный слон · c1 белый король | f8 белый слон · g8 чёрный король · c7 белая ладья · c6 чёрная пешка · h6 белая пешка · a5 чёрная пешка · f5 чёрная пешка · b4 чёрная пешка · f4 белая пешка · b3 белая пешка · h2 чёрная пешка · b1 чёрный слон · c1 белый король | f8 белый слон · g8 чёрный король · c7 белая ладья · c6 чёрная пешка · h6 белая пешка · a5 чёрная пешка · f5 чёрная пешка · b4 чёрная пешка · f4 белая пешка · b3 белая пешка · h2 чёрная пешка · b1 чёрный слон · c1 белый король | f8 белый слон · g8 чёрный король · c7 белая ладья · c6 чёрная пешка · h6 белая пешка · a5 чёрная пешка · f5 чёрная пешка · b4 чёрная пешка · f4 белая пешка · b3 белая пешка · h2 чёрная пешка · b1 чёрный слон · c1 белый король | f8 белый слон · g8 чёрный король · c7 белая ладья · c6 чёрная пешка · h6 белая пешка · a5 чёрная пешка · f5 чёрная пешка · b4 чёрная пешка · f4 белая пешка · b3 белая пешка · h2 чёрная пешка · b1 чёрный слон · c1 белый король | f8 белый слон · g8 чёрный король · c7 белая ладья · c6 чёрная пешка · h6 белая пешка · a5 чёрная пешка · f5 чёрная пешка · b4 чёрная пешка · f4 белая пешка · b3 белая пешка · h2 чёрная пешка · b1 чёрный слон · c1 белый король | 6 |
| 5 | f8 белый слон · g8 чёрный король · c7 белая ладья · c6 чёрная пешка · h6 белая пешка · a5 чёрная пешка · f5 чёрная пешка · b4 чёрная пешка · f4 белая пешка · b3 белая пешка · h2 чёрная пешка · b1 чёрный слон · c1 белый король | f8 белый слон · g8 чёрный король · c7 белая ладья · c6 чёрная пешка · h6 белая пешка · a5 чёрная пешка · f5 чёрная пешка · b4 чёрная пешка · f4 белая пешка · b3 белая пешка · h2 чёрная пешка · b1 чёрный слон · c1 белый король | f8 белый слон · g8 чёрный король · c7 белая ладья · c6 чёрная пешка · h6 белая пешка · a5 чёрная пешка · f5 чёрная пешка · b4 чёрная пешка · f4 белая пешка · b3 белая пешка · h2 чёрная пешка · b1 чёрный слон · c1 белый король | f8 белый слон · g8 чёрный король · c7 белая ладья · c6 чёрная пешка · h6 белая пешка · a5 чёрная пешка · f5 чёрная пешка · b4 чёрная пешка · f4 белая пешка · b3 белая пешка · h2 чёрная пешка · b1 чёрный слон · c1 белый король | f8 белый слон · g8 чёрный король · c7 белая ладья · c6 чёрная пешка · h6 белая пешка · a5 чёрная пешка · f5 чёрная пешка · b4 чёрная пешка · f4 белая пешка · b3 белая пешка · h2 чёрная пешка · b1 чёрный слон · c1 белый король | f8 белый слон · g8 чёрный король · c7 белая ладья · c6 чёрная пешка · h6 белая пешка · a5 чёрная пешка · f5 чёрная пешка · b4 чёрная пешка · f4 белая пешка · b3 белая пешка · h2 чёрная пешка · b1 чёрный слон · c1 белый король | f8 белый слон · g8 чёрный король · c7 белая ладья · c6 чёрная пешка · h6 белая пешка · a5 чёрная пешка · f5 чёрная пешка · b4 чёрная пешка · f4 белая пешка · b3 белая пешка · h2 чёрная пешка · b1 чёрный слон · c1 белый король | f8 белый слон · g8 чёрный король · c7 белая ладья · c6 чёрная пешка · h6 белая пешка · a5 чёрная пешка · f5 чёрная пешка · b4 чёрная пешка · f4 белая пешка · b3 белая пешка · h2 чёрная пешка · b1 чёрный слон · c1 белый король | 5 |
| 4 | f8 белый слон · g8 чёрный король · c7 белая ладья · c6 чёрная пешка · h6 белая пешка · a5 чёрная пешка · f5 чёрная пешка · b4 чёрная пешка · f4 белая пешка · b3 белая пешка · h2 чёрная пешка · b1 чёрный слон · c1 белый король | f8 белый слон · g8 чёрный король · c7 белая ладья · c6 чёрная пешка · h6 белая пешка · a5 чёрная пешка · f5 чёрная пешка · b4 чёрная пешка · f4 белая пешка · b3 белая пешка · h2 чёрная пешка · b1 чёрный слон · c1 белый король | f8 белый слон · g8 чёрный король · c7 белая ладья · c6 чёрная пешка · h6 белая пешка · a5 чёрная пешка · f5 чёрная пешка · b4 чёрная пешка · f4 белая пешка · b3 белая пешка · h2 чёрная пешка · b1 чёрный слон · c1 белый король | f8 белый слон · g8 чёрный король · c7 белая ладья · c6 чёрная пешка · h6 белая пешка · a5 чёрная пешка · f5 чёрная пешка · b4 чёрная пешка · f4 белая пешка · b3 белая пешка · h2 чёрная пешка · b1 чёрный слон · c1 белый король | f8 белый слон · g8 чёрный король · c7 белая ладья · c6 чёрная пешка · h6 белая пешка · a5 чёрная пешка · f5 чёрная пешка · b4 чёрная пешка · f4 белая пешка · b3 белая пешка · h2 чёрная пешка · b1 чёрный слон · c1 белый король | f8 белый слон · g8 чёрный король · c7 белая ладья · c6 чёрная пешка · h6 белая пешка · a5 чёрная пешка · f5 чёрная пешка · b4 чёрная пешка · f4 белая пешка · b3 белая пешка · h2 чёрная пешка · b1 чёрный слон · c1 белый король | f8 белый слон · g8 чёрный король · c7 белая ладья · c6 чёрная пешка · h6 белая пешка · a5 чёрная пешка · f5 чёрная пешка · b4 чёрная пешка · f4 белая пешка · b3 белая пешка · h2 чёрная пешка · b1 чёрный слон · c1 белый король | f8 белый слон · g8 чёрный король · c7 белая ладья · c6 чёрная пешка · h6 белая пешка · a5 чёрная пешка · f5 чёрная пешка · b4 чёрная пешка · f4 белая пешка · b3 белая пешка · h2 чёрная пешка · b1 чёрный слон · c1 белый король | 4 |
| 3 | f8 белый слон · g8 чёрный король · c7 белая ладья · c6 чёрная пешка · h6 белая пешка · a5 чёрная пешка · f5 чёрная пешка · b4 чёрная пешка · f4 белая пешка · b3 белая пешка · h2 чёрная пешка · b1 чёрный слон · c1 белый король | f8 белый слон · g8 чёрный король · c7 белая ладья · c6 чёрная пешка · h6 белая пешка · a5 чёрная пешка · f5 чёрная пешка · b4 чёрная пешка · f4 белая пешка · b3 белая пешка · h2 чёрная пешка · b1 чёрный слон · c1 белый король | f8 белый слон · g8 чёрный король · c7 белая ладья · c6 чёрная пешка · h6 белая пешка · a5 чёрная пешка · f5 чёрная пешка · b4 чёрная пешка · f4 белая пешка · b3 белая пешка · h2 чёрная пешка · b1 чёрный слон · c1 белый король | f8 белый слон · g8 чёрный король · c7 белая ладья · c6 чёрная пешка · h6 белая пешка · a5 чёрная пешка · f5 чёрная пешка · b4 чёрная пешка · f4 белая пешка · b3 белая пешка · h2 чёрная пешка · b1 чёрный слон · c1 белый король | f8 белый слон · g8 чёрный король · c7 белая ладья · c6 чёрная пешка · h6 белая пешка · a5 чёрная пешка · f5 чёрная пешка · b4 чёрная пешка · f4 белая пешка · b3 белая пешка · h2 чёрная пешка · b1 чёрный слон · c1 белый король | f8 белый слон · g8 чёрный король · c7 белая ладья · c6 чёрная пешка · h6 белая пешка · a5 чёрная пешка · f5 чёрная пешка · b4 чёрная пешка · f4 белая пешка · b3 белая пешка · h2 чёрная пешка · b1 чёрный слон · c1 белый король | f8 белый слон · g8 чёрный король · c7 белая ладья · c6 чёрная пешка · h6 белая пешка · a5 чёрная пешка · f5 чёрная пешка · b4 чёрная пешка · f4 белая пешка · b3 белая пешка · h2 чёрная пешка · b1 чёрный слон · c1 белый король | f8 белый слон · g8 чёрный король · c7 белая ладья · c6 чёрная пешка · h6 белая пешка · a5 чёрная пешка · f5 чёрная пешка · b4 чёрная пешка · f4 белая пешка · b3 белая пешка · h2 чёрная пешка · b1 чёрный слон · c1 белый король | 3 |
| 2 | f8 белый слон · g8 чёрный король · c7 белая ладья · c6 чёрная пешка · h6 белая пешка · a5 чёрная пешка · f5 чёрная пешка · b4 чёрная пешка · f4 белая пешка · b3 белая пешка · h2 чёрная пешка · b1 чёрный слон · c1 белый король | f8 белый слон · g8 чёрный король · c7 белая ладья · c6 чёрная пешка · h6 белая пешка · a5 чёрная пешка · f5 чёрная пешка · b4 чёрная пешка · f4 белая пешка · b3 белая пешка · h2 чёрная пешка · b1 чёрный слон · c1 белый король | f8 белый слон · g8 чёрный король · c7 белая ладья · c6 чёрная пешка · h6 белая пешка · a5 чёрная пешка · f5 чёрная пешка · b4 чёрная пешка · f4 белая пешка · b3 белая пешка · h2 чёрная пешка · b1 чёрный слон · c1 белый король | f8 белый слон · g8 чёрный король · c7 белая ладья · c6 чёрная пешка · h6 белая пешка · a5 чёрная пешка · f5 чёрная пешка · b4 чёрная пешка · f4 белая пешка · b3 белая пешка · h2 чёрная пешка · b1 чёрный слон · c1 белый король | f8 белый слон · g8 чёрный король · c7 белая ладья · c6 чёрная пешка · h6 белая пешка · a5 чёрная пешка · f5 чёрная пешка · b4 чёрная пешка · f4 белая пешка · b3 белая пешка · h2 чёрная пешка · b1 чёрный слон · c1 белый король | f8 белый слон · g8 чёрный король · c7 белая ладья · c6 чёрная пешка · h6 белая пешка · a5 чёрная пешка · f5 чёрная пешка · b4 чёрная пешка · f4 белая пешка · b3 белая пешка · h2 чёрная пешка · b1 чёрный слон · c1 белый король | f8 белый слон · g8 чёрный король · c7 белая ладья · c6 чёрная пешка · h6 белая пешка · a5 чёрная пешка · f5 чёрная пешка · b4 чёрная пешка · f4 белая пешка · b3 белая пешка · h2 чёрная пешка · b1 чёрный слон · c1 белый король | f8 белый слон · g8 чёрный король · c7 белая ладья · c6 чёрная пешка · h6 белая пешка · a5 чёрная пешка · f5 чёрная пешка · b4 чёрная пешка · f4 белая пешка · b3 белая пешка · h2 чёрная пешка · b1 чёрный слон · c1 белый король | 2 |
| 1 | f8 белый слон · g8 чёрный король · c7 белая ладья · c6 чёрная пешка · h6 белая пешка · a5 чёрная пешка · f5 чёрная пешка · b4 чёрная пешка · f4 белая пешка · b3 белая пешка · h2 чёрная пешка · b1 чёрный слон · c1 белый король | f8 белый слон · g8 чёрный король · c7 белая ладья · c6 чёрная пешка · h6 белая пешка · a5 чёрная пешка · f5 чёрная пешка · b4 чёрная пешка · f4 белая пешка · b3 белая пешка · h2 чёрная пешка · b1 чёрный слон · c1 белый король | f8 белый слон · g8 чёрный король · c7 белая ладья · c6 чёрная пешка · h6 белая пешка · a5 чёрная пешка · f5 чёрная пешка · b4 чёрная пешка · f4 белая пешка · b3 белая пешка · h2 чёрная пешка · b1 чёрный слон · c1 белый король | f8 белый слон · g8 чёрный король · c7 белая ладья · c6 чёрная пешка · h6 белая пешка · a5 чёрная пешка · f5 чёрная пешка · b4 чёрная пешка · f4 белая пешка · b3 белая пешка · h2 чёрная пешка · b1 чёрный слон · c1 белый король | f8 белый слон · g8 чёрный король · c7 белая ладья · c6 чёрная пешка · h6 белая пешка · a5 чёрная пешка · f5 чёрная пешка · b4 чёрная пешка · f4 белая пешка · b3 белая пешка · h2 чёрная пешка · b1 чёрный слон · c1 белый король | f8 белый слон · g8 чёрный король · c7 белая ладья · c6 чёрная пешка · h6 белая пешка · a5 чёрная пешка · f5 чёрная пешка · b4 чёрная пешка · f4 белая пешка · b3 белая пешка · h2 чёрная пешка · b1 чёрный слон · c1 белый король | f8 белый слон · g8 чёрный король · c7 белая ладья · c6 чёрная пешка · h6 белая пешка · a5 чёрная пешка · f5 чёрная пешка · b4 чёрная пешка · f4 белая пешка · b3 белая пешка · h2 чёрная пешка · b1 чёрный слон · c1 белый король | f8 белый слон · g8 чёрный король · c7 белая ладья · c6 чёрная пешка · h6 белая пешка · a5 чёрная пешка · f5 чёрная пешка · b4 чёрная пешка · f4 белая пешка · b3 белая пешка · h2 чёрная пешка · b1 чёрный слон · c1 белый король | 1 |
|   | a | b | c | d | e | f | g | h |   |

1.h7+ Kph8 2.Cg7+ Kp:h7 3.Ca1+! (критический ход)
3...Kph6/Kpg6 4.Л:c6+ Kph5 5.Kpb2! (полное замурование слона) 
5...h1Ф 6.Лh6+ Kp:h6 пат.

Тема Клинга. 
|   | a | b | c | d | e | f | g | h |   |
| - | --- | --- | --- | --- | --- | --- | --- | --- | - |
| 8 | d8 белый слон · d7 чёрный слон · f7 чёрная пешка · a6 белый король · c4 чёрный король · e4 белый конь · b2 белая пешка · g2 чёрная ладья | d8 белый слон · d7 чёрный слон · f7 чёрная пешка · a6 белый король · c4 чёрный король · e4 белый конь · b2 белая пешка · g2 чёрная ладья | d8 белый слон · d7 чёрный слон · f7 чёрная пешка · a6 белый король · c4 чёрный король · e4 белый конь · b2 белая пешка · g2 чёрная ладья | d8 белый слон · d7 чёрный слон · f7 чёрная пешка · a6 белый король · c4 чёрный король · e4 белый конь · b2 белая пешка · g2 чёрная ладья | d8 белый слон · d7 чёрный слон · f7 чёрная пешка · a6 белый король · c4 чёрный король · e4 белый конь · b2 белая пешка · g2 чёрная ладья | d8 белый слон · d7 чёрный слон · f7 чёрная пешка · a6 белый король · c4 чёрный король · e4 белый конь · b2 белая пешка · g2 чёрная ладья | d8 белый слон · d7 чёрный слон · f7 чёрная пешка · a6 белый король · c4 чёрный король · e4 белый конь · b2 белая пешка · g2 чёрная ладья | d8 белый слон · d7 чёрный слон · f7 чёрная пешка · a6 белый король · c4 чёрный король · e4 белый конь · b2 белая пешка · g2 чёрная ладья | 8 |
| 7 | d8 белый слон · d7 чёрный слон · f7 чёрная пешка · a6 белый король · c4 чёрный король · e4 белый конь · b2 белая пешка · g2 чёрная ладья | d8 белый слон · d7 чёрный слон · f7 чёрная пешка · a6 белый король · c4 чёрный король · e4 белый конь · b2 белая пешка · g2 чёрная ладья | d8 белый слон · d7 чёрный слон · f7 чёрная пешка · a6 белый король · c4 чёрный король · e4 белый конь · b2 белая пешка · g2 чёрная ладья | d8 белый слон · d7 чёрный слон · f7 чёрная пешка · a6 белый король · c4 чёрный король · e4 белый конь · b2 белая пешка · g2 чёрная ладья | d8 белый слон · d7 чёрный слон · f7 чёрная пешка · a6 белый король · c4 чёрный король · e4 белый конь · b2 белая пешка · g2 чёрная ладья | d8 белый слон · d7 чёрный слон · f7 чёрная пешка · a6 белый король · c4 чёрный король · e4 белый конь · b2 белая пешка · g2 чёрная ладья | d8 белый слон · d7 чёрный слон · f7 чёрная пешка · a6 белый король · c4 чёрный король · e4 белый конь · b2 белая пешка · g2 чёрная ладья | d8 белый слон · d7 чёрный слон · f7 чёрная пешка · a6 белый король · c4 чёрный король · e4 белый конь · b2 белая пешка · g2 чёрная ладья | 7 |
| 6 | d8 белый слон · d7 чёрный слон · f7 чёрная пешка · a6 белый король · c4 чёрный король · e4 белый конь · b2 белая пешка · g2 чёрная ладья | d8 белый слон · d7 чёрный слон · f7 чёрная пешка · a6 белый король · c4 чёрный король · e4 белый конь · b2 белая пешка · g2 чёрная ладья | d8 белый слон · d7 чёрный слон · f7 чёрная пешка · a6 белый король · c4 чёрный король · e4 белый конь · b2 белая пешка · g2 чёрная ладья | d8 белый слон · d7 чёрный слон · f7 чёрная пешка · a6 белый король · c4 чёрный король · e4 белый конь · b2 белая пешка · g2 чёрная ладья | d8 белый слон · d7 чёрный слон · f7 чёрная пешка · a6 белый король · c4 чёрный король · e4 белый конь · b2 белая пешка · g2 чёрная ладья | d8 белый слон · d7 чёрный слон · f7 чёрная пешка · a6 белый король · c4 чёрный король · e4 белый конь · b2 белая пешка · g2 чёрная ладья | d8 белый слон · d7 чёрный слон · f7 чёрная пешка · a6 белый король · c4 чёрный король · e4 белый конь · b2 белая пешка · g2 чёрная ладья | d8 белый слон · d7 чёрный слон · f7 чёрная пешка · a6 белый король · c4 чёрный король · e4 белый конь · b2 белая пешка · g2 чёрная ладья | 6 |
| 5 | d8 белый слон · d7 чёрный слон · f7 чёрная пешка · a6 белый король · c4 чёрный король · e4 белый конь · b2 белая пешка · g2 чёрная ладья | d8 белый слон · d7 чёрный слон · f7 чёрная пешка · a6 белый король · c4 чёрный король · e4 белый конь · b2 белая пешка · g2 чёрная ладья | d8 белый слон · d7 чёрный слон · f7 чёрная пешка · a6 белый король · c4 чёрный король · e4 белый конь · b2 белая пешка · g2 чёрная ладья | d8 белый слон · d7 чёрный слон · f7 чёрная пешка · a6 белый король · c4 чёрный король · e4 белый конь · b2 белая пешка · g2 чёрная ладья | d8 белый слон · d7 чёрный слон · f7 чёрная пешка · a6 белый король · c4 чёрный король · e4 белый конь · b2 белая пешка · g2 чёрная ладья | d8 белый слон · d7 чёрный слон · f7 чёрная пешка · a6 белый король · c4 чёрный король · e4 белый конь · b2 белая пешка · g2 чёрная ладья | d8 белый слон · d7 чёрный слон · f7 чёрная пешка · a6 белый король · c4 чёрный король · e4 белый конь · b2 белая пешка · g2 чёрная ладья | d8 белый слон · d7 чёрный слон · f7 чёрная пешка · a6 белый король · c4 чёрный король · e4 белый конь · b2 белая пешка · g2 чёрная ладья | 5 |
| 4 | d8 белый слон · d7 чёрный слон · f7 чёрная пешка · a6 белый король · c4 чёрный король · e4 белый конь · b2 белая пешка · g2 чёрная ладья | d8 белый слон · d7 чёрный слон · f7 чёрная пешка · a6 белый король · c4 чёрный король · e4 белый конь · b2 белая пешка · g2 чёрная ладья | d8 белый слон · d7 чёрный слон · f7 чёрная пешка · a6 белый король · c4 чёрный король · e4 белый конь · b2 белая пешка · g2 чёрная ладья | d8 белый слон · d7 чёрный слон · f7 чёрная пешка · a6 белый король · c4 чёрный король · e4 белый конь · b2 белая пешка · g2 чёрная ладья | d8 белый слон · d7 чёрный слон · f7 чёрная пешка · a6 белый король · c4 чёрный король · e4 белый конь · b2 белая пешка · g2 чёрная ладья | d8 белый слон · d7 чёрный слон · f7 чёрная пешка · a6 белый король · c4 чёрный король · e4 белый конь · b2 белая пешка · g2 чёрная ладья | d8 белый слон · d7 чёрный слон · f7 чёрная пешка · a6 белый король · c4 чёрный король · e4 белый конь · b2 белая пешка · g2 чёрная ладья | d8 белый слон · d7 чёрный слон · f7 чёрная пешка · a6 белый король · c4 чёрный король · e4 белый конь · b2 белая пешка · g2 чёрная ладья | 4 |
| 3 | d8 белый слон · d7 чёрный слон · f7 чёрная пешка · a6 белый король · c4 чёрный король · e4 белый конь · b2 белая пешка · g2 чёрная ладья | d8 белый слон · d7 чёрный слон · f7 чёрная пешка · a6 белый король · c4 чёрный король · e4 белый конь · b2 белая пешка · g2 чёрная ладья | d8 белый слон · d7 чёрный слон · f7 чёрная пешка · a6 белый король · c4 чёрный король · e4 белый конь · b2 белая пешка · g2 чёрная ладья | d8 белый слон · d7 чёрный слон · f7 чёрная пешка · a6 белый король · c4 чёрный король · e4 белый конь · b2 белая пешка · g2 чёрная ладья | d8 белый слон · d7 чёрный слон · f7 чёрная пешка · a6 белый король · c4 чёрный король · e4 белый конь · b2 белая пешка · g2 чёрная ладья | d8 белый слон · d7 чёрный слон · f7 чёрная пешка · a6 белый король · c4 чёрный король · e4 белый конь · b2 белая пешка · g2 чёрная ладья | d8 белый слон · d7 чёрный слон · f7 чёрная пешка · a6 белый король · c4 чёрный король · e4 белый конь · b2 белая пешка · g2 чёрная ладья | d8 белый слон · d7 чёрный слон · f7 чёрная пешка · a6 белый король · c4 чёрный король · e4 белый конь · b2 белая пешка · g2 чёрная ладья | 3 |
| 2 | d8 белый слон · d7 чёрный слон · f7 чёрная пешка · a6 белый король · c4 чёрный король · e4 белый конь · b2 белая пешка · g2 чёрная ладья | d8 белый слон · d7 чёрный слон · f7 чёрная пешка · a6 белый король · c4 чёрный король · e4 белый конь · b2 белая пешка · g2 чёрная ладья | d8 белый слон · d7 чёрный слон · f7 чёрная пешка · a6 белый король · c4 чёрный король · e4 белый конь · b2 белая пешка · g2 чёрная ладья | d8 белый слон · d7 чёрный слон · f7 чёрная пешка · a6 белый король · c4 чёрный король · e4 белый конь · b2 белая пешка · g2 чёрная ладья | d8 белый слон · d7 чёрный слон · f7 чёрная пешка · a6 белый король · c4 чёрный король · e4 белый конь · b2 белая пешка · g2 чёрная ладья | d8 белый слон · d7 чёрный слон · f7 чёрная пешка · a6 белый король · c4 чёрный король · e4 белый конь · b2 белая пешка · g2 чёрная ладья | d8 белый слон · d7 чёрный слон · f7 чёрная пешка · a6 белый король · c4 чёрный король · e4 белый конь · b2 белая пешка · g2 чёрная ладья | d8 белый слон · d7 чёрный слон · f7 чёрная пешка · a6 белый король · c4 чёрный король · e4 белый конь · b2 белая пешка · g2 чёрная ладья | 2 |
| 1 | d8 белый слон · d7 чёрный слон · f7 чёрная пешка · a6 белый король · c4 чёрный король · e4 белый конь · b2 белая пешка · g2 чёрная ладья | d8 белый слон · d7 чёрный слон · f7 чёрная пешка · a6 белый король · c4 чёрный король · e4 белый конь · b2 белая пешка · g2 чёрная ладья | d8 белый слон · d7 чёрный слон · f7 чёрная пешка · a6 белый король · c4 чёрный король · e4 белый конь · b2 белая пешка · g2 чёрная ладья | d8 белый слон · d7 чёрный слон · f7 чёрная пешка · a6 белый король · c4 чёрный король · e4 белый конь · b2 белая пешка · g2 чёрная ладья | d8 белый слон · d7 чёрный слон · f7 чёрная пешка · a6 белый король · c4 чёрный король · e4 белый конь · b2 белая пешка · g2 чёрная ладья | d8 белый слон · d7 чёрный слон · f7 чёрная пешка · a6 белый король · c4 чёрный король · e4 белый конь · b2 белая пешка · g2 чёрная ладья | d8 белый слон · d7 чёрный слон · f7 чёрная пешка · a6 белый король · c4 чёрный король · e4 белый конь · b2 белая пешка · g2 чёрная ладья | d8 белый слон · d7 чёрный слон · f7 чёрная пешка · a6 белый король · c4 чёрный король · e4 белый конь · b2 белая пешка · g2 чёрная ладья | 1 |
|   | a | b | c | d | e | f | g | h |   |

Авторский замысел:

1.Кd6+ Крb4 2.Сa5+! 
Критический ход в предстоящей комбинации, 2.К:f7? быстро проигрывает: 2… Сb5+ 3.Крb6 Лg6+ 4.Крc7 Лg7, выигрывая фигуру. 

2…Крc5 3.K:f7 Сb5!?+ 4.Крb7 Лg7 5.b4+ Крc4 6.Крb6! Запирающий ход. 6…Л:f7 — пат. 

Тема Клинга.
Примечание: В течение долгого времени, включая первую половину XX века, эндшпиль ладья и слон против коня и слона при разнопольных слонах считался ничейным. Однако с появлением 6-фигурных баз данных шахматных окончаний оценка изменилась, и в настоящее время доказано, что сильнейшая сторона обычно выигрывает. Этюд Гречкина — одна из многочисленных жертв современного прогресса в области компьютерных шахмат. После 1.Кd6+ Крb4 (выигрывает и любой другой ход чёрных, например, 1...Kрd5 2.K:f7 Л:b2) 2.Сa5+ Крc5 3.K:f7 Л:b2 белые получают мат в 27 ходов.
Если в финальной позиции не брать коня с патом, а вместо этого пойти 6…Лg6+!, то после сложнейшей игры чёрные всё равно выигрывают. В шахматной партии здесь победа чёрных была бы невозможной из-за «правила 50 ходов», однако, в соответствии с Международным кодексом шахматной композиции и с российскими правилами спортивной дисциплины шахматная композиция, в шахматных этюдах «правило 50 ходов» не применяется. 
|   | a | b | c | d | e | f | g | h |   |
| - | --- | --- | --- | --- | --- | --- | --- | --- | - |
| 8 | h8 чёрный король · b7 чёрная пешка · f7 белый король · g7 чёрная пешка · d6 чёрная пешка · e6 чёрная пешка · f6 чёрная пешка · c5 чёрная пешка · h5 чёрная ладья · c4 чёрная пешка · e4 белый ферзь · g3 чёрная пешка · g1 чёрный слон | h8 чёрный король · b7 чёрная пешка · f7 белый король · g7 чёрная пешка · d6 чёрная пешка · e6 чёрная пешка · f6 чёрная пешка · c5 чёрная пешка · h5 чёрная ладья · c4 чёрная пешка · e4 белый ферзь · g3 чёрная пешка · g1 чёрный слон | h8 чёрный король · b7 чёрная пешка · f7 белый король · g7 чёрная пешка · d6 чёрная пешка · e6 чёрная пешка · f6 чёрная пешка · c5 чёрная пешка · h5 чёрная ладья · c4 чёрная пешка · e4 белый ферзь · g3 чёрная пешка · g1 чёрный слон | h8 чёрный король · b7 чёрная пешка · f7 белый король · g7 чёрная пешка · d6 чёрная пешка · e6 чёрная пешка · f6 чёрная пешка · c5 чёрная пешка · h5 чёрная ладья · c4 чёрная пешка · e4 белый ферзь · g3 чёрная пешка · g1 чёрный слон | h8 чёрный король · b7 чёрная пешка · f7 белый король · g7 чёрная пешка · d6 чёрная пешка · e6 чёрная пешка · f6 чёрная пешка · c5 чёрная пешка · h5 чёрная ладья · c4 чёрная пешка · e4 белый ферзь · g3 чёрная пешка · g1 чёрный слон | h8 чёрный король · b7 чёрная пешка · f7 белый король · g7 чёрная пешка · d6 чёрная пешка · e6 чёрная пешка · f6 чёрная пешка · c5 чёрная пешка · h5 чёрная ладья · c4 чёрная пешка · e4 белый ферзь · g3 чёрная пешка · g1 чёрный слон | h8 чёрный король · b7 чёрная пешка · f7 белый король · g7 чёрная пешка · d6 чёрная пешка · e6 чёрная пешка · f6 чёрная пешка · c5 чёрная пешка · h5 чёрная ладья · c4 чёрная пешка · e4 белый ферзь · g3 чёрная пешка · g1 чёрный слон | h8 чёрный король · b7 чёрная пешка · f7 белый король · g7 чёрная пешка · d6 чёрная пешка · e6 чёрная пешка · f6 чёрная пешка · c5 чёрная пешка · h5 чёрная ладья · c4 чёрная пешка · e4 белый ферзь · g3 чёрная пешка · g1 чёрный слон | 8 |
| 7 | h8 чёрный король · b7 чёрная пешка · f7 белый король · g7 чёрная пешка · d6 чёрная пешка · e6 чёрная пешка · f6 чёрная пешка · c5 чёрная пешка · h5 чёрная ладья · c4 чёрная пешка · e4 белый ферзь · g3 чёрная пешка · g1 чёрный слон | h8 чёрный король · b7 чёрная пешка · f7 белый король · g7 чёрная пешка · d6 чёрная пешка · e6 чёрная пешка · f6 чёрная пешка · c5 чёрная пешка · h5 чёрная ладья · c4 чёрная пешка · e4 белый ферзь · g3 чёрная пешка · g1 чёрный слон | h8 чёрный король · b7 чёрная пешка · f7 белый король · g7 чёрная пешка · d6 чёрная пешка · e6 чёрная пешка · f6 чёрная пешка · c5 чёрная пешка · h5 чёрная ладья · c4 чёрная пешка · e4 белый ферзь · g3 чёрная пешка · g1 чёрный слон | h8 чёрный король · b7 чёрная пешка · f7 белый король · g7 чёрная пешка · d6 чёрная пешка · e6 чёрная пешка · f6 чёрная пешка · c5 чёрная пешка · h5 чёрная ладья · c4 чёрная пешка · e4 белый ферзь · g3 чёрная пешка · g1 чёрный слон | h8 чёрный король · b7 чёрная пешка · f7 белый король · g7 чёрная пешка · d6 чёрная пешка · e6 чёрная пешка · f6 чёрная пешка · c5 чёрная пешка · h5 чёрная ладья · c4 чёрная пешка · e4 белый ферзь · g3 чёрная пешка · g1 чёрный слон | h8 чёрный король · b7 чёрная пешка · f7 белый король · g7 чёрная пешка · d6 чёрная пешка · e6 чёрная пешка · f6 чёрная пешка · c5 чёрная пешка · h5 чёрная ладья · c4 чёрная пешка · e4 белый ферзь · g3 чёрная пешка · g1 чёрный слон | h8 чёрный король · b7 чёрная пешка · f7 белый король · g7 чёрная пешка · d6 чёрная пешка · e6 чёрная пешка · f6 чёрная пешка · c5 чёрная пешка · h5 чёрная ладья · c4 чёрная пешка · e4 белый ферзь · g3 чёрная пешка · g1 чёрный слон | h8 чёрный король · b7 чёрная пешка · f7 белый король · g7 чёрная пешка · d6 чёрная пешка · e6 чёрная пешка · f6 чёрная пешка · c5 чёрная пешка · h5 чёрная ладья · c4 чёрная пешка · e4 белый ферзь · g3 чёрная пешка · g1 чёрный слон | 7 |
| 6 | h8 чёрный король · b7 чёрная пешка · f7 белый король · g7 чёрная пешка · d6 чёрная пешка · e6 чёрная пешка · f6 чёрная пешка · c5 чёрная пешка · h5 чёрная ладья · c4 чёрная пешка · e4 белый ферзь · g3 чёрная пешка · g1 чёрный слон | h8 чёрный король · b7 чёрная пешка · f7 белый король · g7 чёрная пешка · d6 чёрная пешка · e6 чёрная пешка · f6 чёрная пешка · c5 чёрная пешка · h5 чёрная ладья · c4 чёрная пешка · e4 белый ферзь · g3 чёрная пешка · g1 чёрный слон | h8 чёрный король · b7 чёрная пешка · f7 белый король · g7 чёрная пешка · d6 чёрная пешка · e6 чёрная пешка · f6 чёрная пешка · c5 чёрная пешка · h5 чёрная ладья · c4 чёрная пешка · e4 белый ферзь · g3 чёрная пешка · g1 чёрный слон | h8 чёрный король · b7 чёрная пешка · f7 белый король · g7 чёрная пешка · d6 чёрная пешка · e6 чёрная пешка · f6 чёрная пешка · c5 чёрная пешка · h5 чёрная ладья · c4 чёрная пешка · e4 белый ферзь · g3 чёрная пешка · g1 чёрный слон | h8 чёрный король · b7 чёрная пешка · f7 белый король · g7 чёрная пешка · d6 чёрная пешка · e6 чёрная пешка · f6 чёрная пешка · c5 чёрная пешка · h5 чёрная ладья · c4 чёрная пешка · e4 белый ферзь · g3 чёрная пешка · g1 чёрный слон | h8 чёрный король · b7 чёрная пешка · f7 белый король · g7 чёрная пешка · d6 чёрная пешка · e6 чёрная пешка · f6 чёрная пешка · c5 чёрная пешка · h5 чёрная ладья · c4 чёрная пешка · e4 белый ферзь · g3 чёрная пешка · g1 чёрный слон | h8 чёрный король · b7 чёрная пешка · f7 белый король · g7 чёрная пешка · d6 чёрная пешка · e6 чёрная пешка · f6 чёрная пешка · c5 чёрная пешка · h5 чёрная ладья · c4 чёрная пешка · e4 белый ферзь · g3 чёрная пешка · g1 чёрный слон | h8 чёрный король · b7 чёрная пешка · f7 белый король · g7 чёрная пешка · d6 чёрная пешка · e6 чёрная пешка · f6 чёрная пешка · c5 чёрная пешка · h5 чёрная ладья · c4 чёрная пешка · e4 белый ферзь · g3 чёрная пешка · g1 чёрный слон | 6 |
| 5 | h8 чёрный король · b7 чёрная пешка · f7 белый король · g7 чёрная пешка · d6 чёрная пешка · e6 чёрная пешка · f6 чёрная пешка · c5 чёрная пешка · h5 чёрная ладья · c4 чёрная пешка · e4 белый ферзь · g3 чёрная пешка · g1 чёрный слон | h8 чёрный король · b7 чёрная пешка · f7 белый король · g7 чёрная пешка · d6 чёрная пешка · e6 чёрная пешка · f6 чёрная пешка · c5 чёрная пешка · h5 чёрная ладья · c4 чёрная пешка · e4 белый ферзь · g3 чёрная пешка · g1 чёрный слон | h8 чёрный король · b7 чёрная пешка · f7 белый король · g7 чёрная пешка · d6 чёрная пешка · e6 чёрная пешка · f6 чёрная пешка · c5 чёрная пешка · h5 чёрная ладья · c4 чёрная пешка · e4 белый ферзь · g3 чёрная пешка · g1 чёрный слон | h8 чёрный король · b7 чёрная пешка · f7 белый король · g7 чёрная пешка · d6 чёрная пешка · e6 чёрная пешка · f6 чёрная пешка · c5 чёрная пешка · h5 чёрная ладья · c4 чёрная пешка · e4 белый ферзь · g3 чёрная пешка · g1 чёрный слон | h8 чёрный король · b7 чёрная пешка · f7 белый король · g7 чёрная пешка · d6 чёрная пешка · e6 чёрная пешка · f6 чёрная пешка · c5 чёрная пешка · h5 чёрная ладья · c4 чёрная пешка · e4 белый ферзь · g3 чёрная пешка · g1 чёрный слон | h8 чёрный король · b7 чёрная пешка · f7 белый король · g7 чёрная пешка · d6 чёрная пешка · e6 чёрная пешка · f6 чёрная пешка · c5 чёрная пешка · h5 чёрная ладья · c4 чёрная пешка · e4 белый ферзь · g3 чёрная пешка · g1 чёрный слон | h8 чёрный король · b7 чёрная пешка · f7 белый король · g7 чёрная пешка · d6 чёрная пешка · e6 чёрная пешка · f6 чёрная пешка · c5 чёрная пешка · h5 чёрная ладья · c4 чёрная пешка · e4 белый ферзь · g3 чёрная пешка · g1 чёрный слон | h8 чёрный король · b7 чёрная пешка · f7 белый король · g7 чёрная пешка · d6 чёрная пешка · e6 чёрная пешка · f6 чёрная пешка · c5 чёрная пешка · h5 чёрная ладья · c4 чёрная пешка · e4 белый ферзь · g3 чёрная пешка · g1 чёрный слон | 5 |
| 4 | h8 чёрный король · b7 чёрная пешка · f7 белый король · g7 чёрная пешка · d6 чёрная пешка · e6 чёрная пешка · f6 чёрная пешка · c5 чёрная пешка · h5 чёрная ладья · c4 чёрная пешка · e4 белый ферзь · g3 чёрная пешка · g1 чёрный слон | h8 чёрный король · b7 чёрная пешка · f7 белый король · g7 чёрная пешка · d6 чёрная пешка · e6 чёрная пешка · f6 чёрная пешка · c5 чёрная пешка · h5 чёрная ладья · c4 чёрная пешка · e4 белый ферзь · g3 чёрная пешка · g1 чёрный слон | h8 чёрный король · b7 чёрная пешка · f7 белый король · g7 чёрная пешка · d6 чёрная пешка · e6 чёрная пешка · f6 чёрная пешка · c5 чёрная пешка · h5 чёрная ладья · c4 чёрная пешка · e4 белый ферзь · g3 чёрная пешка · g1 чёрный слон | h8 чёрный король · b7 чёрная пешка · f7 белый король · g7 чёрная пешка · d6 чёрная пешка · e6 чёрная пешка · f6 чёрная пешка · c5 чёрная пешка · h5 чёрная ладья · c4 чёрная пешка · e4 белый ферзь · g3 чёрная пешка · g1 чёрный слон | h8 чёрный король · b7 чёрная пешка · f7 белый король · g7 чёрная пешка · d6 чёрная пешка · e6 чёрная пешка · f6 чёрная пешка · c5 чёрная пешка · h5 чёрная ладья · c4 чёрная пешка · e4 белый ферзь · g3 чёрная пешка · g1 чёрный слон | h8 чёрный король · b7 чёрная пешка · f7 белый король · g7 чёрная пешка · d6 чёрная пешка · e6 чёрная пешка · f6 чёрная пешка · c5 чёрная пешка · h5 чёрная ладья · c4 чёрная пешка · e4 белый ферзь · g3 чёрная пешка · g1 чёрный слон | h8 чёрный король · b7 чёрная пешка · f7 белый король · g7 чёрная пешка · d6 чёрная пешка · e6 чёрная пешка · f6 чёрная пешка · c5 чёрная пешка · h5 чёрная ладья · c4 чёрная пешка · e4 белый ферзь · g3 чёрная пешка · g1 чёрный слон | h8 чёрный король · b7 чёрная пешка · f7 белый король · g7 чёрная пешка · d6 чёрная пешка · e6 чёрная пешка · f6 чёрная пешка · c5 чёрная пешка · h5 чёрная ладья · c4 чёрная пешка · e4 белый ферзь · g3 чёрная пешка · g1 чёрный слон | 4 |
| 3 | h8 чёрный король · b7 чёрная пешка · f7 белый король · g7 чёрная пешка · d6 чёрная пешка · e6 чёрная пешка · f6 чёрная пешка · c5 чёрная пешка · h5 чёрная ладья · c4 чёрная пешка · e4 белый ферзь · g3 чёрная пешка · g1 чёрный слон | h8 чёрный король · b7 чёрная пешка · f7 белый король · g7 чёрная пешка · d6 чёрная пешка · e6 чёрная пешка · f6 чёрная пешка · c5 чёрная пешка · h5 чёрная ладья · c4 чёрная пешка · e4 белый ферзь · g3 чёрная пешка · g1 чёрный слон | h8 чёрный король · b7 чёрная пешка · f7 белый король · g7 чёрная пешка · d6 чёрная пешка · e6 чёрная пешка · f6 чёрная пешка · c5 чёрная пешка · h5 чёрная ладья · c4 чёрная пешка · e4 белый ферзь · g3 чёрная пешка · g1 чёрный слон | h8 чёрный король · b7 чёрная пешка · f7 белый король · g7 чёрная пешка · d6 чёрная пешка · e6 чёрная пешка · f6 чёрная пешка · c5 чёрная пешка · h5 чёрная ладья · c4 чёрная пешка · e4 белый ферзь · g3 чёрная пешка · g1 чёрный слон | h8 чёрный король · b7 чёрная пешка · f7 белый король · g7 чёрная пешка · d6 чёрная пешка · e6 чёрная пешка · f6 чёрная пешка · c5 чёрная пешка · h5 чёрная ладья · c4 чёрная пешка · e4 белый ферзь · g3 чёрная пешка · g1 чёрный слон | h8 чёрный король · b7 чёрная пешка · f7 белый король · g7 чёрная пешка · d6 чёрная пешка · e6 чёрная пешка · f6 чёрная пешка · c5 чёрная пешка · h5 чёрная ладья · c4 чёрная пешка · e4 белый ферзь · g3 чёрная пешка · g1 чёрный слон | h8 чёрный король · b7 чёрная пешка · f7 белый король · g7 чёрная пешка · d6 чёрная пешка · e6 чёрная пешка · f6 чёрная пешка · c5 чёрная пешка · h5 чёрная ладья · c4 чёрная пешка · e4 белый ферзь · g3 чёрная пешка · g1 чёрный слон | h8 чёрный король · b7 чёрная пешка · f7 белый король · g7 чёрная пешка · d6 чёрная пешка · e6 чёрная пешка · f6 чёрная пешка · c5 чёрная пешка · h5 чёрная ладья · c4 чёрная пешка · e4 белый ферзь · g3 чёрная пешка · g1 чёрный слон | 3 |
| 2 | h8 чёрный король · b7 чёрная пешка · f7 белый король · g7 чёрная пешка · d6 чёрная пешка · e6 чёрная пешка · f6 чёрная пешка · c5 чёрная пешка · h5 чёрная ладья · c4 чёрная пешка · e4 белый ферзь · g3 чёрная пешка · g1 чёрный слон | h8 чёрный король · b7 чёрная пешка · f7 белый король · g7 чёрная пешка · d6 чёрная пешка · e6 чёрная пешка · f6 чёрная пешка · c5 чёрная пешка · h5 чёрная ладья · c4 чёрная пешка · e4 белый ферзь · g3 чёрная пешка · g1 чёрный слон | h8 чёрный король · b7 чёрная пешка · f7 белый король · g7 чёрная пешка · d6 чёрная пешка · e6 чёрная пешка · f6 чёрная пешка · c5 чёрная пешка · h5 чёрная ладья · c4 чёрная пешка · e4 белый ферзь · g3 чёрная пешка · g1 чёрный слон | h8 чёрный король · b7 чёрная пешка · f7 белый король · g7 чёрная пешка · d6 чёрная пешка · e6 чёрная пешка · f6 чёрная пешка · c5 чёрная пешка · h5 чёрная ладья · c4 чёрная пешка · e4 белый ферзь · g3 чёрная пешка · g1 чёрный слон | h8 чёрный король · b7 чёрная пешка · f7 белый король · g7 чёрная пешка · d6 чёрная пешка · e6 чёрная пешка · f6 чёрная пешка · c5 чёрная пешка · h5 чёрная ладья · c4 чёрная пешка · e4 белый ферзь · g3 чёрная пешка · g1 чёрный слон | h8 чёрный король · b7 чёрная пешка · f7 белый король · g7 чёрная пешка · d6 чёрная пешка · e6 чёрная пешка · f6 чёрная пешка · c5 чёрная пешка · h5 чёрная ладья · c4 чёрная пешка · e4 белый ферзь · g3 чёрная пешка · g1 чёрный слон | h8 чёрный король · b7 чёрная пешка · f7 белый король · g7 чёрная пешка · d6 чёрная пешка · e6 чёрная пешка · f6 чёрная пешка · c5 чёрная пешка · h5 чёрная ладья · c4 чёрная пешка · e4 белый ферзь · g3 чёрная пешка · g1 чёрный слон | h8 чёрный король · b7 чёрная пешка · f7 белый король · g7 чёрная пешка · d6 чёрная пешка · e6 чёрная пешка · f6 чёрная пешка · c5 чёрная пешка · h5 чёрная ладья · c4 чёрная пешка · e4 белый ферзь · g3 чёрная пешка · g1 чёрный слон | 2 |
| 1 | h8 чёрный король · b7 чёрная пешка · f7 белый король · g7 чёрная пешка · d6 чёрная пешка · e6 чёрная пешка · f6 чёрная пешка · c5 чёрная пешка · h5 чёрная ладья · c4 чёрная пешка · e4 белый ферзь · g3 чёрная пешка · g1 чёрный слон | h8 чёрный король · b7 чёрная пешка · f7 белый король · g7 чёрная пешка · d6 чёрная пешка · e6 чёрная пешка · f6 чёрная пешка · c5 чёрная пешка · h5 чёрная ладья · c4 чёрная пешка · e4 белый ферзь · g3 чёрная пешка · g1 чёрный слон | h8 чёрный король · b7 чёрная пешка · f7 белый король · g7 чёрная пешка · d6 чёрная пешка · e6 чёрная пешка · f6 чёрная пешка · c5 чёрная пешка · h5 чёрная ладья · c4 чёрная пешка · e4 белый ферзь · g3 чёрная пешка · g1 чёрный слон | h8 чёрный король · b7 чёрная пешка · f7 белый король · g7 чёрная пешка · d6 чёрная пешка · e6 чёрная пешка · f6 чёрная пешка · c5 чёрная пешка · h5 чёрная ладья · c4 чёрная пешка · e4 белый ферзь · g3 чёрная пешка · g1 чёрный слон | h8 чёрный король · b7 чёрная пешка · f7 белый король · g7 чёрная пешка · d6 чёрная пешка · e6 чёрная пешка · f6 чёрная пешка · c5 чёрная пешка · h5 чёрная ладья · c4 чёрная пешка · e4 белый ферзь · g3 чёрная пешка · g1 чёрный слон | h8 чёрный король · b7 чёрная пешка · f7 белый король · g7 чёрная пешка · d6 чёрная пешка · e6 чёрная пешка · f6 чёрная пешка · c5 чёрная пешка · h5 чёрная ладья · c4 чёрная пешка · e4 белый ферзь · g3 чёрная пешка · g1 чёрный слон | h8 чёрный король · b7 чёрная пешка · f7 белый король · g7 чёрная пешка · d6 чёрная пешка · e6 чёрная пешка · f6 чёрная пешка · c5 чёрная пешка · h5 чёрная ладья · c4 чёрная пешка · e4 белый ферзь · g3 чёрная пешка · g1 чёрный слон | h8 чёрный король · b7 чёрная пешка · f7 белый король · g7 чёрная пешка · d6 чёрная пешка · e6 чёрная пешка · f6 чёрная пешка · c5 чёрная пешка · h5 чёрная ладья · c4 чёрная пешка · e4 белый ферзь · g3 чёрная пешка · g1 чёрный слон | 1 |
|   | a | b | c | d | e | f | g | h |   |

1.Фg4! Лh7. Вынужденный критический ход. 

2.Фg6 (угрожая 3.Крf8 и 3.Фf7) 

2…Се3 3.Крf8 Сh6. Запирающий ход, приводящий к полному замурованию ладьи. 

4.Крe7 (4.Фf7? g5+!) и 5.Фe8# 

Тема Зеебергера. 

(1.Фg6? Лg5!)
|   | a | b | c | d | e | f | g | h |   |
| - | --- | --- | --- | --- | --- | --- | --- | --- | - |
| 8 | e8 белый слон · g6 белый конь · f5 чёрная пешка · b4 чёрная ладья · g4 чёрная пешка · g3 чёрная пешка · h3 чёрный король · h2 чёрный слон · e1 белый король · h1 белый ферзь | e8 белый слон · g6 белый конь · f5 чёрная пешка · b4 чёрная ладья · g4 чёрная пешка · g3 чёрная пешка · h3 чёрный король · h2 чёрный слон · e1 белый король · h1 белый ферзь | e8 белый слон · g6 белый конь · f5 чёрная пешка · b4 чёрная ладья · g4 чёрная пешка · g3 чёрная пешка · h3 чёрный король · h2 чёрный слон · e1 белый король · h1 белый ферзь | e8 белый слон · g6 белый конь · f5 чёрная пешка · b4 чёрная ладья · g4 чёрная пешка · g3 чёрная пешка · h3 чёрный король · h2 чёрный слон · e1 белый король · h1 белый ферзь | e8 белый слон · g6 белый конь · f5 чёрная пешка · b4 чёрная ладья · g4 чёрная пешка · g3 чёрная пешка · h3 чёрный король · h2 чёрный слон · e1 белый король · h1 белый ферзь | e8 белый слон · g6 белый конь · f5 чёрная пешка · b4 чёрная ладья · g4 чёрная пешка · g3 чёрная пешка · h3 чёрный король · h2 чёрный слон · e1 белый король · h1 белый ферзь | e8 белый слон · g6 белый конь · f5 чёрная пешка · b4 чёрная ладья · g4 чёрная пешка · g3 чёрная пешка · h3 чёрный король · h2 чёрный слон · e1 белый король · h1 белый ферзь | e8 белый слон · g6 белый конь · f5 чёрная пешка · b4 чёрная ладья · g4 чёрная пешка · g3 чёрная пешка · h3 чёрный король · h2 чёрный слон · e1 белый король · h1 белый ферзь | 8 |
| 7 | e8 белый слон · g6 белый конь · f5 чёрная пешка · b4 чёрная ладья · g4 чёрная пешка · g3 чёрная пешка · h3 чёрный король · h2 чёрный слон · e1 белый король · h1 белый ферзь | e8 белый слон · g6 белый конь · f5 чёрная пешка · b4 чёрная ладья · g4 чёрная пешка · g3 чёрная пешка · h3 чёрный король · h2 чёрный слон · e1 белый король · h1 белый ферзь | e8 белый слон · g6 белый конь · f5 чёрная пешка · b4 чёрная ладья · g4 чёрная пешка · g3 чёрная пешка · h3 чёрный король · h2 чёрный слон · e1 белый король · h1 белый ферзь | e8 белый слон · g6 белый конь · f5 чёрная пешка · b4 чёрная ладья · g4 чёрная пешка · g3 чёрная пешка · h3 чёрный король · h2 чёрный слон · e1 белый король · h1 белый ферзь | e8 белый слон · g6 белый конь · f5 чёрная пешка · b4 чёрная ладья · g4 чёрная пешка · g3 чёрная пешка · h3 чёрный король · h2 чёрный слон · e1 белый король · h1 белый ферзь | e8 белый слон · g6 белый конь · f5 чёрная пешка · b4 чёрная ладья · g4 чёрная пешка · g3 чёрная пешка · h3 чёрный король · h2 чёрный слон · e1 белый король · h1 белый ферзь | e8 белый слон · g6 белый конь · f5 чёрная пешка · b4 чёрная ладья · g4 чёрная пешка · g3 чёрная пешка · h3 чёрный король · h2 чёрный слон · e1 белый король · h1 белый ферзь | e8 белый слон · g6 белый конь · f5 чёрная пешка · b4 чёрная ладья · g4 чёрная пешка · g3 чёрная пешка · h3 чёрный король · h2 чёрный слон · e1 белый король · h1 белый ферзь | 7 |
| 6 | e8 белый слон · g6 белый конь · f5 чёрная пешка · b4 чёрная ладья · g4 чёрная пешка · g3 чёрная пешка · h3 чёрный король · h2 чёрный слон · e1 белый король · h1 белый ферзь | e8 белый слон · g6 белый конь · f5 чёрная пешка · b4 чёрная ладья · g4 чёрная пешка · g3 чёрная пешка · h3 чёрный король · h2 чёрный слон · e1 белый король · h1 белый ферзь | e8 белый слон · g6 белый конь · f5 чёрная пешка · b4 чёрная ладья · g4 чёрная пешка · g3 чёрная пешка · h3 чёрный король · h2 чёрный слон · e1 белый король · h1 белый ферзь | e8 белый слон · g6 белый конь · f5 чёрная пешка · b4 чёрная ладья · g4 чёрная пешка · g3 чёрная пешка · h3 чёрный король · h2 чёрный слон · e1 белый король · h1 белый ферзь | e8 белый слон · g6 белый конь · f5 чёрная пешка · b4 чёрная ладья · g4 чёрная пешка · g3 чёрная пешка · h3 чёрный король · h2 чёрный слон · e1 белый король · h1 белый ферзь | e8 белый слон · g6 белый конь · f5 чёрная пешка · b4 чёрная ладья · g4 чёрная пешка · g3 чёрная пешка · h3 чёрный король · h2 чёрный слон · e1 белый король · h1 белый ферзь | e8 белый слон · g6 белый конь · f5 чёрная пешка · b4 чёрная ладья · g4 чёрная пешка · g3 чёрная пешка · h3 чёрный король · h2 чёрный слон · e1 белый король · h1 белый ферзь | e8 белый слон · g6 белый конь · f5 чёрная пешка · b4 чёрная ладья · g4 чёрная пешка · g3 чёрная пешка · h3 чёрный король · h2 чёрный слон · e1 белый король · h1 белый ферзь | 6 |
| 5 | e8 белый слон · g6 белый конь · f5 чёрная пешка · b4 чёрная ладья · g4 чёрная пешка · g3 чёрная пешка · h3 чёрный король · h2 чёрный слон · e1 белый король · h1 белый ферзь | e8 белый слон · g6 белый конь · f5 чёрная пешка · b4 чёрная ладья · g4 чёрная пешка · g3 чёрная пешка · h3 чёрный король · h2 чёрный слон · e1 белый король · h1 белый ферзь | e8 белый слон · g6 белый конь · f5 чёрная пешка · b4 чёрная ладья · g4 чёрная пешка · g3 чёрная пешка · h3 чёрный король · h2 чёрный слон · e1 белый король · h1 белый ферзь | e8 белый слон · g6 белый конь · f5 чёрная пешка · b4 чёрная ладья · g4 чёрная пешка · g3 чёрная пешка · h3 чёрный король · h2 чёрный слон · e1 белый король · h1 белый ферзь | e8 белый слон · g6 белый конь · f5 чёрная пешка · b4 чёрная ладья · g4 чёрная пешка · g3 чёрная пешка · h3 чёрный король · h2 чёрный слон · e1 белый король · h1 белый ферзь | e8 белый слон · g6 белый конь · f5 чёрная пешка · b4 чёрная ладья · g4 чёрная пешка · g3 чёрная пешка · h3 чёрный король · h2 чёрный слон · e1 белый король · h1 белый ферзь | e8 белый слон · g6 белый конь · f5 чёрная пешка · b4 чёрная ладья · g4 чёрная пешка · g3 чёрная пешка · h3 чёрный король · h2 чёрный слон · e1 белый король · h1 белый ферзь | e8 белый слон · g6 белый конь · f5 чёрная пешка · b4 чёрная ладья · g4 чёрная пешка · g3 чёрная пешка · h3 чёрный король · h2 чёрный слон · e1 белый король · h1 белый ферзь | 5 |
| 4 | e8 белый слон · g6 белый конь · f5 чёрная пешка · b4 чёрная ладья · g4 чёрная пешка · g3 чёрная пешка · h3 чёрный король · h2 чёрный слон · e1 белый король · h1 белый ферзь | e8 белый слон · g6 белый конь · f5 чёрная пешка · b4 чёрная ладья · g4 чёрная пешка · g3 чёрная пешка · h3 чёрный король · h2 чёрный слон · e1 белый король · h1 белый ферзь | e8 белый слон · g6 белый конь · f5 чёрная пешка · b4 чёрная ладья · g4 чёрная пешка · g3 чёрная пешка · h3 чёрный король · h2 чёрный слон · e1 белый король · h1 белый ферзь | e8 белый слон · g6 белый конь · f5 чёрная пешка · b4 чёрная ладья · g4 чёрная пешка · g3 чёрная пешка · h3 чёрный король · h2 чёрный слон · e1 белый король · h1 белый ферзь | e8 белый слон · g6 белый конь · f5 чёрная пешка · b4 чёрная ладья · g4 чёрная пешка · g3 чёрная пешка · h3 чёрный король · h2 чёрный слон · e1 белый король · h1 белый ферзь | e8 белый слон · g6 белый конь · f5 чёрная пешка · b4 чёрная ладья · g4 чёрная пешка · g3 чёрная пешка · h3 чёрный король · h2 чёрный слон · e1 белый король · h1 белый ферзь | e8 белый слон · g6 белый конь · f5 чёрная пешка · b4 чёрная ладья · g4 чёрная пешка · g3 чёрная пешка · h3 чёрный король · h2 чёрный слон · e1 белый король · h1 белый ферзь | e8 белый слон · g6 белый конь · f5 чёрная пешка · b4 чёрная ладья · g4 чёрная пешка · g3 чёрная пешка · h3 чёрный король · h2 чёрный слон · e1 белый король · h1 белый ферзь | 4 |
| 3 | e8 белый слон · g6 белый конь · f5 чёрная пешка · b4 чёрная ладья · g4 чёрная пешка · g3 чёрная пешка · h3 чёрный король · h2 чёрный слон · e1 белый король · h1 белый ферзь | e8 белый слон · g6 белый конь · f5 чёрная пешка · b4 чёрная ладья · g4 чёрная пешка · g3 чёрная пешка · h3 чёрный король · h2 чёрный слон · e1 белый король · h1 белый ферзь | e8 белый слон · g6 белый конь · f5 чёрная пешка · b4 чёрная ладья · g4 чёрная пешка · g3 чёрная пешка · h3 чёрный король · h2 чёрный слон · e1 белый король · h1 белый ферзь | e8 белый слон · g6 белый конь · f5 чёрная пешка · b4 чёрная ладья · g4 чёрная пешка · g3 чёрная пешка · h3 чёрный король · h2 чёрный слон · e1 белый король · h1 белый ферзь | e8 белый слон · g6 белый конь · f5 чёрная пешка · b4 чёрная ладья · g4 чёрная пешка · g3 чёрная пешка · h3 чёрный король · h2 чёрный слон · e1 белый король · h1 белый ферзь | e8 белый слон · g6 белый конь · f5 чёрная пешка · b4 чёрная ладья · g4 чёрная пешка · g3 чёрная пешка · h3 чёрный король · h2 чёрный слон · e1 белый король · h1 белый ферзь | e8 белый слон · g6 белый конь · f5 чёрная пешка · b4 чёрная ладья · g4 чёрная пешка · g3 чёрная пешка · h3 чёрный король · h2 чёрный слон · e1 белый король · h1 белый ферзь | e8 белый слон · g6 белый конь · f5 чёрная пешка · b4 чёрная ладья · g4 чёрная пешка · g3 чёрная пешка · h3 чёрный король · h2 чёрный слон · e1 белый король · h1 белый ферзь | 3 |
| 2 | e8 белый слон · g6 белый конь · f5 чёрная пешка · b4 чёрная ладья · g4 чёрная пешка · g3 чёрная пешка · h3 чёрный король · h2 чёрный слон · e1 белый король · h1 белый ферзь | e8 белый слон · g6 белый конь · f5 чёрная пешка · b4 чёрная ладья · g4 чёрная пешка · g3 чёрная пешка · h3 чёрный король · h2 чёрный слон · e1 белый король · h1 белый ферзь | e8 белый слон · g6 белый конь · f5 чёрная пешка · b4 чёрная ладья · g4 чёрная пешка · g3 чёрная пешка · h3 чёрный король · h2 чёрный слон · e1 белый король · h1 белый ферзь | e8 белый слон · g6 белый конь · f5 чёрная пешка · b4 чёрная ладья · g4 чёрная пешка · g3 чёрная пешка · h3 чёрный король · h2 чёрный слон · e1 белый король · h1 белый ферзь | e8 белый слон · g6 белый конь · f5 чёрная пешка · b4 чёрная ладья · g4 чёрная пешка · g3 чёрная пешка · h3 чёрный король · h2 чёрный слон · e1 белый король · h1 белый ферзь | e8 белый слон · g6 белый конь · f5 чёрная пешка · b4 чёрная ладья · g4 чёрная пешка · g3 чёрная пешка · h3 чёрный король · h2 чёрный слон · e1 белый король · h1 белый ферзь | e8 белый слон · g6 белый конь · f5 чёрная пешка · b4 чёрная ладья · g4 чёрная пешка · g3 чёрная пешка · h3 чёрный король · h2 чёрный слон · e1 белый король · h1 белый ферзь | e8 белый слон · g6 белый конь · f5 чёрная пешка · b4 чёрная ладья · g4 чёрная пешка · g3 чёрная пешка · h3 чёрный король · h2 чёрный слон · e1 белый король · h1 белый ферзь | 2 |
| 1 | e8 белый слон · g6 белый конь · f5 чёрная пешка · b4 чёрная ладья · g4 чёрная пешка · g3 чёрная пешка · h3 чёрный король · h2 чёрный слон · e1 белый король · h1 белый ферзь | e8 белый слон · g6 белый конь · f5 чёрная пешка · b4 чёрная ладья · g4 чёрная пешка · g3 чёрная пешка · h3 чёрный король · h2 чёрный слон · e1 белый король · h1 белый ферзь | e8 белый слон · g6 белый конь · f5 чёрная пешка · b4 чёрная ладья · g4 чёрная пешка · g3 чёрная пешка · h3 чёрный король · h2 чёрный слон · e1 белый король · h1 белый ферзь | e8 белый слон · g6 белый конь · f5 чёрная пешка · b4 чёрная ладья · g4 чёрная пешка · g3 чёрная пешка · h3 чёрный король · h2 чёрный слон · e1 белый король · h1 белый ферзь | e8 белый слон · g6 белый конь · f5 чёрная пешка · b4 чёрная ладья · g4 чёрная пешка · g3 чёрная пешка · h3 чёрный король · h2 чёрный слон · e1 белый король · h1 белый ферзь | e8 белый слон · g6 белый конь · f5 чёрная пешка · b4 чёрная ладья · g4 чёрная пешка · g3 чёрная пешка · h3 чёрный король · h2 чёрный слон · e1 белый король · h1 белый ферзь | e8 белый слон · g6 белый конь · f5 чёрная пешка · b4 чёрная ладья · g4 чёрная пешка · g3 чёрная пешка · h3 чёрный король · h2 чёрный слон · e1 белый король · h1 белый ферзь | e8 белый слон · g6 белый конь · f5 чёрная пешка · b4 чёрная ладья · g4 чёрная пешка · g3 чёрная пешка · h3 чёрный король · h2 чёрный слон · e1 белый король · h1 белый ферзь | 1 |
|   | a | b | c | d | e | f | g | h |   |

1.Cc6! Лb1+ 2.Kpe2 Л:h1 (критический ход)

3.Cg2+! Kp:g2 4.Kf4+ Kpg1

В результате хода короля обе чёрные фигуры оказались полностью замурованными — слон пассивно, ладья активно (с темой Зеебергера).

5.Kpе1! (цугцванг) 5...g2 6.Ke2 мат.